# Ligabue a San Siro: il meglio del concerto
Ligabue a San Siro: il meglio del concerto è un live di Luciano Ligabue che documenta il concerto tenuto da quest'ultimo il 28 giugno 1997 allo stadio San Siro, prima tappa del tour Il Bar Mario è aperto, il primo tour negli stadi in assoluto del cantautore emiliano. Messo in commercio il 14 novembre di quell'anno (in cui erano incluse solo alcune parti del concerto), è stato ripubblicato in DVD nel 2005.
In seguito è stata pubblicata in versione doppia VHS dal titolo Ligabue a San Siro: tutto il concerto: la prima contenente l'intero concerto allo stadio, mentre la seconda contiene 7 video musicali dell'artista.

## Tracce

### VHS/DVD
1. Sogni di rock 'n' roll
2. Buon compleanno, Elvis!
3. Tra palco e realtà
4. Hai un momento, Dio?
5. Ancora in piedi
6. Lambrusco & pop corn
7. Seduto in riva al fosso
8. Bar Mario / Sex machine / Sex & drugs & rock 'n' roll
9. Ho messo via
10. Walter il mago
11. Leggero
12. Con queste facce qui
13. Quella che non sei
14. Vivo morto o X
15. Certe notti
16. Il giorno di dolore che uno ha
17. Urlando contro il cielo
18. A che ora è la fine del mondo?

### Doppia VHS
VHS 1
1. Sogni di rock 'n' roll
2. Buon compleanno, Elvis!
3. Tra palco e realtà
4. Hai un momento, Dio?
5. Ancora in piedi
6. Lambrusco & pop corn
7. Seduto in riva al fosso
8. Viva!*
9. I "ragazzi" sono in giro*
10. Medley: Bar Mario / Sex machine / Sex & drugs & rock 'n' roll
11. Ho messo via
12. Walter il mago
13. Medley Rock:  Bambolina e barracuda* / Anime in plexiglass* / Salviamoci la pelle* / Fuoritempo*
14. Medley Acustico:  Non dovete badare al cantante* / Sarà un bel souvenir* / Leggero / Con queste facce qui
15. Libera nos a malo*

VHS 2
1. Quella che non sei
2. Vivo morto o X
3. Certe notti
4. Il giorno di dolore che uno ha
5. Urlando contro il cielo
6. A che ora è la fine del mondo?
7. Medley: Figlio d'un cane* / Marlon Brando è sempre lui*
8. Non è tempo per noi*
9. Balliamo sul mondo*
10. Sogni di rock 'n' roll (reprise)*
11. Lo zoo è qui (videoclip)
12. A che ora è la fine del mondo? (videoclip)
13. Cerca nel cuore (videoclip)
14. Certe notti (videoclip)
15. Viva! (videoclip)
16. Leggero (videoclip)
17. Il giorno di dolore che uno ha (videoclip)

i brani con * sono inclusi unicamente sulla doppia vhs e non sono mai stati pubblicati su DVD. I videoclip, che all'epoca andavano a completare la raccolta dei videoclip di Ligabue iniziata con la vhs Videovissuti e Videopresenti, sono stati successivamente pubblicati sui DVD inclusi con le raccolte Primo Tempo e Secondo Tempo.